# Hannah Semer
Hannah Semer (in ebraico חנה זמר‎?; Bratislava, 2 ottobre 1924 – Tel Aviv, 6 marzo 2003) è stata una giornalista israeliana.
Fu la prima donna a diventare caporedattrice di un quotidiano nazionale in Israele. Diresse infatti Davar dal 1970 al 1990.

## Biografia
Hannah Haberfeld (poi Semer) nacque in una famiglia ebraica ultraortodossa dal rabbino Shlomo Haberfeld. Durante la seconda guerra mondiale fu detenuta nei campi di concentramento di Ravensbrück e Malchow. La maggior parte della sua famiglia venne uccisa durante l'Olocausto.
Zemer emigrò in Israele nel 1950, dove si sposò e cambiò il suo cognome da Zomer a Semer. Insegnò nel sistema scolastico ortodosso Bais Yaakov di Azor, a sudest di Tel Aviv.
Nel 1950 iniziò a lavorare come redattrice notturna per un quotidiano israeliano in lingua tedesca intitolato Yediot HaYom, mentre l'anno successivo fu assunta come corrispondente dal quotidiano Omer, un supplemento del giornale Davar destinato ai nuovi immigrati. In seguito passò a Davar e ne divenne dapprima corrispondente per gli affari politici, poi nel 1961 direttrice del comitato editoriale. Presso la medesima rivista lavorò anche come conduttrice radiofonica e televisiva, assistente al montaggio e infine nel 1970 caporedattrice, l'incarico mediatico più importante ricoperto da una donna all'epoca. Rimase nel ruolo per 20 anni e fu la prima donna a diventare caporedattrice di un giornale ebraico. Si ritirò da Davar nel 1990.
Fu autrice di voci per l'Encyclopaedia Judaica e venne eletta nel consiglio dell'International Institute of Journalism. Tra le sue opere si ricorda God Doesn't Live Here Anymore, che parla della sua visita al campo di concentramento di Ravensbrück dopo anni dalla sua deportazione.

## Premi e riconoscimenti
Nel 1972 Semer vinse il Sokolow Award assegnatole dall'Università di Tel Aviv e nel 1975 le fu conferito il titolo di "donna israeliana dell'anno". Tra gli altri premi figurano il premio Herzl, il premio Nordau, il premio Ted Lurie, il premio Wolf Matsdorf per il giornalismo del 1993 conferitole da B'nai B'rith e il premio per le donne eccezionali dell'organizzazione Hadassah.